# Rabdofana-(Ce)
La rabdofana-(Ce) és un mineral de la classe dels fosfats, que pertany al grup de la rabdofana. És el membre més comú d'aquest grup. Rep el nom del grec ραβδοζ, vareta, més φαιυεσθαι, aparèixer, en al·lusió a les bandes que es presenten característicament en el seu espectre, més el sufix "-(Ce)" que indica el domini del ceri sobre altres terres rares en aquesta espècie.

## Característiques
La rabdofana-(Ce) és un fosfat de fórmula química Ce(PO₄)·H₂O. Cristal·litza en el sistema hexagonal. La seva duresa a l'escala de Mohs és 3,5.
Segons la classificació de Nickel-Strunz, la rabdofana-(Ce) pertany a «02.CJ: Fosfats sense anions addicionals, amb H₂O, només amb cations de mida gran» juntament amb els següents minerals: estercorita, mundrabil·laïta, swaknoïta, nabafita, nastrofita, haidingerita, vladimirita, ferrarisita, machatschkiïta, faunouxita, rauenthalita, brockita, grayita, rabdofana-(La), rabdofana-(Nd), tristramita, smirnovskita, ardealita, brushita, churchita-(Y), farmacolita, churchita-(Nd), mcnearita, dorfmanita, sincosita, bariosincosita, catalanoïta, guerinita i ningyoïta.

## Formació i jaciments
Va ser descoberta a la mina Fowey Consols, a la localitat de Tywardreath and Par (Cornualla, Anglaterra). Tot i tractar-se d'una espècie no gaire habitual ha estat descrita en tots els continents del planeta a excepció de l'Antàrtida.